# Malocampa manana
Malocampa manana är en fjärilsart som beskrevs av William Schaus 1939. Malocampa manana ingår i släktet Malocampa och familjen tandspinnare. Inga underarter finns listade i Catalogue of Life.